# Vestingsbrigade Kreta
De Vestingsbrigade Kreta (Duits: Festungs-Brigade Kreta) was een Duitse brigadestaf van de Wehrmacht tijdens de Tweede Wereldoorlog.

## Oprichting en krijgsgeschiedenis
De brigade werd op 20 juli 1942 opgericht op Kreta in Griekenland door omdopen van de 2e Vestingsbrigade Kreta. Op dat moment stond de brigade onder bevel van het 12e Leger. Op 9 september kreeg de brigade additioneel delen van de Vestingsdivisie Kreta onder zich. Dat waren onderdelen van de 164e Infanteriedivisie, die niet naar Noord-Afrika getransporteerd waren. Met name waren dit het 440e Infanterieregiment en het 619e Artillerieregiment. Vanaf februari 1943 stond de brigade onder bevel van de Festungs-Kommandanten Kreta. 
Op 21 januari 1944 werd de brigade omgedoopt in de 133e Vestingsdivisie.

## Slagorde (20 juli 1942)
- Panzer-Abteilung Kreta
- (Festungs-)Infanterieregiment 746
- Festungs-Bataillon 621 (Tropen)
- Festungs-Bataillon 622 (Tropen)
- Festungs-Bataillon 623 (Tropen)

## Bovenliggende bevelslagen
| Legerkorps         | Leger          | Legergroep     | Plaats/regio | Begin            | Eind             |
| ------------------ | -------------- | -------------- | ------------ | ---------------- | ---------------- |
| direct onder bevel | 12e Leger      | OKH            | Kreta        | 20 juli 1942     | 1 januari 1943   |
| direct onder bevel | Heeresgruppe E | OKH            | Kreta        | 1 januari 1943   | februari 1943    |
| Fstgs.Kdt. Kreta   | Heeresgruppe E | OKH            | Kreta        | februari 1943    | 26 augustus 1943 |
| Fstgs.Kdt. Kreta   | Heeresgruppe E | Heeresgruppe F | Kreta        | 26 augustus 1943 | 21 januari 1944  |

## Commandanten
| Rang         | Naam                 | Begin            | Eind            |
| ------------ | -------------------- | ---------------- | --------------- |
| Generalmajor | Heinrich Lechner     | 20 juli 1942     | 8 juli 1943     |
| Generalmajor | Dr. jur. Ernst Klepp | juli 1943        | november 1943   |
| Oberst       | Christian Wittstatt  | 15 november 1943 | 21 januari 1944 |

Vestingsbrigade Almers · Vestingsbrigade Belfort · Vestingsbrigade Korfoe · Vestingsbrigade Kreta · 1e Vestingsbrigade Kreta · 2e Vestingsbrigade Kreta · Vestingsbrigade Lofoten · Vestingsbrigade Sebastopol · 135e Vestingsbrigade · 939e Vestingsbrigade · 963e Vestingsbrigade · 964e Vestingsbrigade · 966e Vestingsbrigade · 967e Vestingsbrigade · 968e Vestingsbrigade · 969e Vestingsbrigade · 1017e Vestingsbrigade